# La Ligne de chance (jeu télévisé)
Pour les articles homonymes, voir La Ligne de chance.
La Ligne de chance est un jeu télévisé créé par Jacques Antoine (Fort Boyard), diffusé du 2 avril au 27 juin 1991, et présenté par Amanda McLane avec Patrick Simpson-Jones (2 avril - 24 mai 1991) et Jacques Perrotte (27 mai - 27 juin 1991) sur La Cinq.

## Déroulement
Le jeu se déroule en plusieurs manches :
- Jeu de la mouche
- Le Grand livre de La Cinq
- Trouvez la règle